# Pusztay János
Pusztay János (Szombathely, 1948. július 22. –) nyelvész, egyetemi tanár, az uráli nyelvek és népek kutatója, műfordító; az uráli és paleoszibériai nyelvek kapcsolataival is több tanulmányban foglalkozott.

## Szakmai életrajza
1966-ban érettségizett a szombathelyi Nagy Lajos Gimnáziumban. 1966–1972 között az Eötvös Loránd Tudományegyetem Bölcsészettudományi Karának magyar–orosz–finnugor szakán tanult, többek között Bereczki Gábor tanítványaként. 1968-1969-ben orosz szakos részképzésen vett részt a Szovjetunióban, Vlagyimir városban; 1970-71-ben finnugor szakos ösztöndíjas volt Finnországban, Helsinkiben.
Az egyetem befejezése után 1991-ig az intézmény Finnugor Tanszékének oktatója volt. Közben 1974-ben bölcsészdoktori címet szerzett, a Göttingeni Egyetem Finnugor Tanszékének magyar lektoraként (1975–1978), majd a Művelődési Minisztérium osztályvezetőjeként dolgozott (1985–1988). A Janus Pannonius Tudományegyetemen megalapította és 1988–1991 között vezette az Uralisztikai Szemináriumot; a nyelvtudomány kandidátusa (1986).
1991-től a szombathelyi Berzsenyi Dániel Tanárképző Főiskola főigazgatója (1996-ig), az intézmény – 2008. január 1-jétől Nyugat-magyarországi Egyetem – Uralisztika Tanszékének vezetője. 2009-től a nyitrai Konstantin Filozófus Egyetem Közép-európai Tanulmányok Karának (KETK) Areális Kultúrák tanszékén ad elő.
Harminc önálló kötetet írt, köztük felsőoktatás- és régiópolitikai könyveket, szótárakat: magyar–észt és észt–magyar kisszótárt (társszerzőkkel), nyenyec–magyar szótárt; több száz nyelvészeti, irodalmi, tudománynépszerűsítő tanulmány szerzője.
A 2005-ben alakult Magyar Nyelv Terminológiai Tanács alelnöke. Évekig a Finnugor Népek Világkongresszusa Konzultatív Bizottságának tagja és magyar részről koordinátora volt. 2011 végén az oroszországi finnugor információs portálnak adott interjújában közölte, hogy lemondott a Konzultatív Bizottságban viselt koordinátori tisztségről és bizottsági tagságáról is. Lépését politikai jellegűnek nevezte.
A finnugor népek közötti kapcsolatok fejlesztésére megszervezte a Collegium Fenno-Ugricum nevű intézetet, melynek 2008. évi megalakulása óta vezetője.
2004-től a Vas megyei Horvátzsidányban él.
2020-ban javaslatára nyilvánították december 1-jét a magyar nyelvjárások napjává.

## Önálló kötetben megjelent munkái közül

### Nyelvészet
- Material aus dem Wald-Dialekt des Jurak-Samojedischen; Vandenhoeck und Ruprecht, Göttingen, 1976 (Nachrichten der Akademie der Wissenschaften in Göttingen. 1. Phil.-hist. Kl., 1976/10.)
- Az "ugor-török háború" után. Fejezetek a magyar nyelvhasonlítás történetéből; Magvető, Budapest, 1977 (Gyorsuló idő)
- Festschrift für Wolfgang Schlachter zum 70. Geburtstag; szerk. von Christoph Gläser, Pusztay János; Harrassowitz, Wiesbaden, 1979 (Veröffentlichungen der Societas Uralo-Altaica)
- Az uráli-paleoszibériai kapcsolatok kérdéséhez; Magyar Nyelvtudományi Társaság, Budapest, 1980 (A Magyar Nyelvtudományi Társaság kiadványai)
- Wolfgang Schlachter–Pusztay János: Morpho-semantische Untersuchung des ungarischen Verbalpräfixes el-. Auf dem Hintergrund deutscher Entersprechungen; Magyar Nyelvtudományi Társaság, Budapest, 1983 (A Magyar Nyelvtudományi Társaság kiadványai)
- Die Pur-Mundart des Waldjurakischen. Grammatikalischer Abriss aufgrund der Materialien von T. V. Lehtisalo; JATE, Szeged, 1984 (Studia Uralo-Altaica)
- Analóg vonások az uráli és a paleoszibériai nyelvek névszói rendszerében; Magyar Nyelvtudományi Társaság, Budapest, 1987 (A Magyar Nyelvtudományi Társaság kiadványai)
- Bereczki emlékkönyv. Bereczki Gábor 60. születésnapjára; szerk. Domokos Péter, Pusztay János; ELTE, Budapest,. 1988
- Magánvélemény a tanárképzés néhány kérdéséről; Oktatáskutató Intézet, Budapest, 1988
- Tudományos külkapcsolataink egy fejezete. Magyarország és az Alexander von Humboldt Alapítvány; Oktatáskutató Intézet, Budapest, 1988
- Nyelvek bölcsőjénél; Akadémiai, Budapest, 1990 (Kérdőjel)
- The Arctic. Papers of an international conference. Syktyvkar, 16-18 May, 1991; szerk. Pusztay János, E. Szaveljeva; BDTF, Savariae, 1992
- Conference of rectors from the Fenno-Ugric countries and republics. Szombathely, 27-29. September 1993; szerk. János Pusztay; BDTF, Savariae, 1993 (Specimina Sibirica)
- Anu Nurk–Pusztay János: Észt-magyar kisszótár; Savaria University Press, Szombathely, 1993 (Lexica Savariensia)
- Suomunkakontut. Suomalais – unkarilaisia kontrastiivisia tutkimuksia; BDTF, Savariae, 1993 (Specimina Fennica)
- Simon Kuper–Pusztay János: Szelʹkupszkij razgovornyik. Narimszkij gyialekt; BDTF, Savariae, 1993 (Specimina Sibirica, 7.)
- Uralic mythology. Papers of an international conference. Syktyvkar, 6-9 August, 1992; szerk. Pusztay János, E. Szaveljeva; BDTF, Savariae, 1993
- A Societas Scientiarum Savariensis (Szombathelyi Tudományos Társaság) és előzményei; szerk. Pusztay János; Savaria University Press, Szombathely, 1994 (Dissertationes Savarienses)
- Das sprachliche Bild der Bernsteinstrasse-Region; szerk. Pusztay János; Savaria University Press, Szombathely, 1994 (Bernsteinstrasse)
- Diskussionsbeiträge zur Grundsprachenforschung. Beispiel: das Protouralische; Harrassowitz, Wiesbaden, 1995 (Veröffentlichungen der Societas Uralo-Altaica)
- Könyv az észt nyelvről; BDTF, Savariae, 1995 (Folia Estonica)
- Pusztay János–Tiina Rüütmaa: Magyar-észt kisszótár; Savaria University Press, Szombathely, 1995 (Lexica Savariensia)
- Nyelvrokonság és nemzeti tudat; Savaria Universiyt Press, Szombathely, 1995 (Dissertationes Savarienses)
- SCLOMB und Mittel-Europa; szerk. Pusztay János; Savaria University Press, Szombathely, 1996 (Bernsteinstrasse)
- Die sprachliche Situation bei den uralischen Völkern. Materialen zweier Konferenzen über Die sprachliche Situation bei den uralischen Völkern (Szombathely 1994) und Areale Kontakte der uralischen Sprachen (Szombathely 1995); szerk. Pusztay János; BDTF, Savariae, 1996
- A paleoszibériai nyelvek kutatásának jelentősége az uráli nyelvészet számára; Savaria University Press, Szombathely, 1997 (Habilitationes Savarienses)
- Finn-magyar szójegyzék az EU Magyarországról írt véleményéhez. Oktatási segédkönyv; BDTF, Szombathely, 1998 (EU-vocabularium Savariense)
- Német-magyar szójegyzék az EU Magyarországról írt véleményéhez. Oktatási segédkönyv; BDTF, Szombathely, 1998 (EU-vocabularium Savariense)
- Pusztay János–Tiina Rüütmaa: Észt-magyar szójegyzék az EU Észtországról írt véleményéhez; BDTF, Szombathely, 1999 (EU-vocabularium Savariense)
- Balázs János-Emlékülés. Szombathely, 1999. november 18.; szerk. Pusztay János; BDTF, Szombathely, 2000 (Az Uralisztikai Tanszék kiadványai)
- Szakszógyűjtemény az uráli nyelvek tanulmányozásához; BDTF, Szombathely, 2000 (Az Uralisztikai Tanszék kiadványai)
- Kontrasztív nyelvészeti tanulmányok. Az 1999-es Veszprémi Alkalmazott Nyelvészeti Kongresszus Kontrasztív Nyelvészeti Szekciójának előadásai; szerk. Pusztay János; Philologische Fakultät der Berzsenyi-Hochschule, Savariae, 2001 (Colloquia contrastiva)
- Zur Frage der Terminologiebildung in den uralischen Sprachen. Materialien der Konferenz über Die Terminologiebildung in den uralischen Sprachen. Szombathely, 14-15. Oktober 1999; szerk. Pusztay János; BDF, Szombathely, 2001 (Specimina Sibirica)
- Kontrasztív nyelvészeti tanulmányok. A 2001-es Pécsi Alkalmazott Nyelvészeti Kongresszus Kontrasztív Nyelvészeti Szekciójának előadásai; szerk. Pusztay János; Philologische Fakultät der Berzsenyi-Hochschule, Savariae, 2002 (Colloquia contrastiva)
- Közép-Európa: egység és sokszínűség. A Nyelvek Európai Éve 2001 zárókonferenciájának előadásai. Berzsenyi Dániel Főiskola, Szombathely, 2002. január 28-29.; szerk. Gadányi Károly, Pusztay János; BDF, Szombathely, 2002
- Közép-Európa: nyelvi konvergenciatáj. Fejezetek a nyelvi egységesülés vizsgálatához; Savaria University Press, Szombathely, 2003 (Dissertationes Savarienses)
- Nyenyec-magyar szótár; Savaria University Press, Szombathely, 2003 (Lexica Savariensia)
- Búcsú váramtól; Savaria University Press, Szombathely, 2004
- Kontrasztív nyelvészeti tanulmányok. A 2003-as Győri Alkalmazott Nyelvészeti Kongresszus Kontrasztív Nyelvészeti Szekciójának előadásai; szerk. Pusztay János; BDF, Savariae, 2004 (Colloquia contrastiva)
- Matyeriali kruglogo sztola po isztorii i jaziku naroda mari; szerk. Margarita Kuznyecova, Pusztay János; BDF Uralisztikai Tanszék, Savariae, 2004 (Specimina Sibirica)
- Észt-magyar összevetés IV.; szerk. Marju Ilves, Pusztay János; BDF, Savariae, 2005 (Folia Estonica)
- Jazikovaja szituacija i jazikovaja polityika v finno-ugorszkih reszpublikah Volgo-Kamskogo regiona. Matyeriali mezsdunarodnoj konferencii. Szombathely, 27-28 maja 2004 g.; szerk. Margarita Kuznyecova, Pusztay János; BDF, Savariae, 2005 (Specimina Sibirica)
- Kaukovertailuja IV. A IV. Finn-Magyar Kontrasztív Konferencia előadásai. Szombathely, 2002. október 17-18.; szerk. Pusztay János; BDF, Savariae, 2005 (Colloquia contrastiva)
- A Volga-Káma-vidék finnugor népei; szerk. Pusztay János; BDF, Szombathely, 2005 (Az Uralisztikai Tanszék kiadványai)
- Kaukovertailuja V. Az V. Finn-Magyar Kontrasztív Konferencia előadásai. Szombathely, 2005. május 5-6.; szerk. Pusztay János; BDF, Savariae, 2006 (Colloquia contrastiva)
- Nyelvével hal a nemzet. Az oroszországi finnugor népek jelene és jövője 11 pontban; Teleki László Alapítvány, Budapest, 2006 (A magyarságkutatás könyvtára)
- Utak a terminológiához; szerk. Fóris Ágota, Pusztay János; BDF Uralisztikai Tanszék–BDF Termik, Szombathely, 2006 (Terminologia et corpora Supplementum)
- Észt-magyar összevetés V.; szerk. Pusztay János; BDF, Savariae, 2007 (Folia Estonica)
- A magyar mint veszélyeztetett nyelv?; szerk. Pusztay János; BDF Uralisztikai Tanszék, Savariae, 2007 (Az Uralisztikai Tanszék kiadványai)
- Formirovanyije tyerminologii v finno-ugorszkih jazikah Rosszijszkoj Fegyeracii. Matyeriali mezsdunarodnoj konferencii. Szombathely, 17-18 maja 2007 g.; szerk. Margarita Kuznyecova, Pusztay János; BDF Uralisztikai Tanszék, Savariae, 2008 (Specimina Sibirica)
- Kaukovertailuja VI. A VI. Finn-Magyar Kontrasztív Konferencia előadásai. Szombathely, 2008. március 27-28. VI suomalais-unkarilaisen kontrastiivisen konferenssin esitelmät. Szombathely, 27-28. maaliskuuta 2008; szerk. Eliisa Pitkäsalo, Pusztay János; NYME Savaria Egyetem Központi Uralisztikai Tanszék, Savariae, 2008 (Colloquia contrastiva)
- Esélyek és veszélyek. A magyar nyelv helyzete és jövője az egységesülő Európában. A Collegium Fenno-Ugricumban (Badacsonytomaj) 2009. november 6-án rendezett kerekasztal-értekezlet anyaga; szerk. Pusztay János; NH Collegium Fenno-Ugricum, Badacsonytomaj, 2010
- Kristiina Lutsar–Anu Nurk–Pusztay János: Észt-magyar kisszótár; Savaria University Press, Szombathely, 2011 (Lexica Savariensia)
- Gyökereink. A magyar nyelv előtörténete. Milyen áfium ellen kell orvosság?; Nap, Budapest, 2011
- Észt-magyar összevetés VI. A VI. Észt-Magyar Kontrasztív Konferencia előadásai. Szombathely, 2009; szerk. Kristiina Lutsar, Pusztay János; NYME SEK, Savariae, 2012 (Folia Estonica)
- Analiz szlovarej skolʹnoj tyerminologii moksanszkogo jazika; NH Collegium Fenno-Ugricum, Badacsonytomaj, 2013 (Analysis, 1.; Terminologia scholaris)
- Analiz szlovarej skolʹnoj tyerminologii erzjanszkogo jazika; NH Collegium Fenno-Ugricum, Badacsonytomaj, 2013 (Analysis, 2.; Terminologia scholaris)
- Analiz szlovarej skolʹnoj tyerminologii komi jazika; NH Collegium Fenno-Ugricum, Badacsonytördemic, 2014 (Terminologia scholaris)
- Analiz szlovarej skol'noj tyerminologii marijszkogo jazika; NH Collegium Fenno-Ugricum, Badacsonytördemic, 2015 (Terminologia scholaris)
- Analiz szlovarej skolʹnoj tyerminologii udmurtszkogo jazika; NH Collegium Fenno-Ugricum, Badacsonytördemic, 2015 (Terminologia scholaris)
- Kaukovertailuja. A VII. Finn-Magyar Kontrasztív Konferencia előadásai. Hattyúdal. VII suomalais-unkarilaisen kontrastiivisen konferenssin esitelmät. Joutsenlaulu; szerk. Eliisa Pitkäsalo, Pusztay János; NYME SEK, Savariae, 2015 (Specimina Fennica)
- Terminologie in finnisch-ugrischen Sprachen der Russischen Föderation. Ergebnisse des Projekts Terminologia scholaris; NH Collegium Fenno-Ugricum, Badacsonytördemic, 2015 (Terminologia scholaris)
- Nyelv? Politika? Esszék a nyelvi kulturális sokszínűség érdekében; Nap, Budapest, 2016 (Magyar esszék)
- Szetu-magyar (Vabarna) szótár; Nap, Budapest, 2017
- Szetu nyelvtan; Nap, Budapest, 2017
- Tanszék a végeken. Összefüggések; Nemzetek Háza–CFU, Budapest–Badacsonytomaj, 2018
- Pusztay János válogatott írásai hetvenedik születésnapjára; szerk. Pomozi Péter; Finnugor Népek Világkongresszusa Magyar Nemzeti Szervezete, Budapest, 2018
- Borostyánkő-mozaik; Finnugor Népek Világkongresszusa Magyar Nemzeti Szervezete–Nemzetek Háza CFU, Budapest–Badacsonytomaj, 2018
- A Biblia finnugor nyelveken; szerk. Pusztay János; Nemzetek Háza–CFU, Budapest–Badacsonytomaj, 2019
- Magyar nézőpont; szerk. Pusztay János; Nemzetek Háza–Collegium Fenno-Ugricum, Budapest–Badacsonytomaj, 2019
- Az oroszországi finnugor nyelvek helyzete és kilátásai; szerk. Pusztay János; Nemzetek Háza–Collegium Fenno-Ugricum, Budapest–Badacsonytomaj, 2019
- Még mindig "ugor-török háború". Fejezetek a magyar nyelvhasonlítás történetéből; 2. bőv. kiad.; Nap, Budapest, 2020 (Magyar esszék)
- Magyar-lett kisszótár; Savaria University Press, Szombathely, 2020 (Lexica Savariensia)
- Levelek a borostyánkőútról. 72 írással a nyelv körül; Anyanyelvápolók Szövetsége, Budapest, 2020
- Veszélyeztetett-e a magyar nyelv; szerk. Pusztay János; Széphalom Könyvműhely–Anyanyelvápolók Szövetsége, Budapest, Anyanyelvápolók Szövetsége, 2020
- És a magyar nyelv?; Magyar Nyelv Múzeumáért Alapítvány, Széphalom, 2021
- A borostyánkőpart népe: a lívek; Savaria University Press, Szombathely, 2022
- Egy nyelvcsalád tündöklése és...?; Nap, Budapest, 2023 (Magyar esszék)
- Irodalmi barangolások a Balti-tengertől az Urálig, 1-2.; CFU–THE, Badacsony–Budapest–Sárospatak, 2024 (Báthory téka. Literatura – studia)
- Nyelvben mért veszteség. Előadások, tanulmányok; Savaria University Press, Szombathely, 2024

### Ismeretterjesztés, szépirodalom
- „Ha Én szólok, Észak beszél...” (Tanulmányok nyelvrokonaink népköltészetéről és hiedelemvilágáról). Pécs, 1988
- A szölkupok; Savaria University Press, Szombathely, 1994 (Minoritates mundi)
- Szellemi alapkőletétel; Életünk Könyvek–Magyar Írószövetség Nyugat-magyarországi Csoportja, Szombathely, 1994 (Életünk könyvek)
- Urbi et regioni; Savaria University Press, Szombathely, 1998
- Majd' minden szó feledésbe merült. Inkeri finn líra; vál. Pusztay János, ford. Fábián László, Pusztay János; BDF Uralisztikai Tanszék, Szombathely, 2002 (Minoritates mundi Literatura)
- Búcsú váramtól – Savaria University Press, Szombathely, 2004
- Beszakadt aranyhíd; Savaria University Press, Szombathely, 2005 (Bár könyvek)
- To popo ez is; Savaria University Press, Szombathely, 2005
- Köznapok; Savaria University Press, Szombathely, 2006 (Bár könyvek)
- Janus Desertus & Pusztay János: 2007. Tárcák, epegrammok; Genius Savariensis Alapítvány, Szombathely, 2007 (Genius loci)
- Télikék; Savaria University Press, Szombathely, 2007
- Veszélyzóna; Genius Savariensis Alapítvány, Szombathely, 2008 (Genius loci, 13.)
- Ahogy tudok, dalolgatok. Lív dalok és közmondások; vál., ford. Pusztay János; NYME Savaria Egyetemi Központ, Szombathely, 2009 (Minoritates mundi Literatura)
- Az éjszaka képei. Hatvanhat haiku; Savaria University Press, Szombathely, 2009 (Bár könyvek)
- Talvesina; ford. észtre Arvo Valton; Kirjastuskeskus, Tallin, 2009 (Väikeste rahvaste suur kirjandus)
- A délszaka képei. Hatvanhat haiku. Versek; Savaria University Press, Szombathely, 2010 (Bár könyvek)
- Egy nap; Savaria University Press, Szombathely, 2011 (Bár könyvek)
- Janus Desertus: Fabulae de urso maiore / Mesék a nagy medvéről; magyarra ferdítette Pusztay János; Művészetek Háza, Veszprém, 2013 (Vár ucca műhely könyvek, 28.)
- Haikud / Az éjszaka képei / A délszaka képei; észtre ford. Arvo Valton; Kirjastuskeskus, Tallinn, 2013
- Kertemben lakozik egy kerek esztendő; Savaria University Press, Szombathely, 2014
- Szarkagábor, szurtos dudu és más jómadarak. Pusztay János versei; Savaria University Press, Szombathely, 2014
- "Önmagad útját járd!". Pusztay János Prima Primissima-díjas nyelvészprofesszorral, íróval, költővel beszélget Fűzfa Balázs; Magyar Nyugat, Vasszilvágy, 2015
- Találkozásaim Patyomkin herceggel; Inter Kultúra-, Nyelv- és Médiakutató Központ Nonprofit Kft.–Iku, Budapest, 2015
- Köröttem a világ. Tárcák; Savaria University Press, Szombathely, 2016
- Borostyánkő-mozaik; Finnugor Népek Világkongresszusa Magyar Nemzeti Szervezete–Nemzetek Háza CFU, Budapest–Badacsonytomaj, 2018
- Szabáriától Szibériáig. Útijegyzetek; Nap, Budapest, 2018
- Kutyaur mëg más történetëk. A nyugoti viégek nyelvin szörösztö Pusztay János; Anyanyelvápolók Szövetsége, Budapest, 2020
- Publicus Covidius nasso(l) Tom(a)iban; Savaria University Press, Szombathely, 2021
- Szomatu. Szamojéd eposz; Nap, Budapest, 2021
- 70 gramm epe és egyéb szijácsok; Savaria University Press, Szombathely, 2022
- ...és mégis és újra tündököl a templom; Művészetek Háza, Veszprém, 2023 (Vár ucca műhely könyvek)

## Díjai
- Apáczai Csere János-díj
- Prima Primissima díj Tudomány kategória (2008)
- A Magyar Érdemrend tisztikeresztje (2023)[4]